# Kaya (Soudan du Sud)
Pour les articles homonymes, voir Kaya.
Kaya est une ville du Soudan du Sud, située dans l'État d'Équatoria-Central.